# Youn Yuh-jung
Youn Yuh-jung (n. 1947, Kaesong, Corea del Norte) es una actriz surcoreana. Su carrera abarca casi 40 años, tanto en el cine como en la televisión; sin embargo, es más conocida por ser la protagonista de Woman of Fire (1971), The Housemaid (2010), The Taste of Money (2012) y The Bacchus Lady (2016). En 2021 ganó el Oscar a la mejor actriz de reparto por su papel en la película Minari.

## Biografía
Nació en 1947 en Kaesong, Corea del Norte, aunque creció, huérfana de padre, en Seúl. Era una estudiante de primer año de la licenciatura en Filología coreana en la Universidad de Hanyang, cuando pasó las audiciones abiertas realizadas por la TBC en 1966. 
En 1975 se casó con el cantante y personalidad de televisión surcoreana Jo Young-nam, y la pareja se mudó a Florida, donde, retirada del mundo del espectáculo, fue madre de dos hijos. Sin embargo, Yoon Yuh-jung volvió a su país en 1984, donde reanudó su carrera, y la pareja se divorció en 1987.

## Carrera
Dejó la universidad y debutó como actriz en la televisión con el drama Señor Gong en 1967. Alcanzó la fama en 1971 con dos memorables representaciones de femme fatale. Su primera película La Mujer de Fuego, del director Kim Ki-young, se convirtió en un éxito tanto de la crítica como comercialmente, por la que ganó el premio a Mejor Actriz en el Festival de Cine de Sitges. Y esta fue seguida por el drama histórico de la MBC Jang Hui-bin dónde interpretaba a la principal e infame real concubina. Kim era considerado el primer director de estilo y consciencia experimental en Corea del Sur, y Youn no se resistió a interpretar sus personajes subidos de tono y provocativas que exploraban la psique femenina en otras colaboraciones con él, tales como The Insect Woman (1972) y Be a Wicked Woman (1990).
La audiencia encontró la rápida manera de hablar y atípica apariencia de Youn refrescante y con frecuencia tuvo papeles en series de televisión que representaban a una mujer moderna de la nueva generación, en particular en Stepmother (1972), del escritor  Kim Soo-hyun.
En la cumbre de su carrera se retiró después de casarse con el cantante Jo Young-nam en 1975, entonces la pareja  se estableció en los Estados Unidos. En 1984, regresó a Corea y reanudó su carrera de actriz permanentemente. La pareja se divorció en 1987.
Hacer un estelar regreso después de tomar un largo descanso fue una inusual hazaña para una actriz coreana de mediana edad. A pesar de que la mayoría de las actrices de su edad interpretaban el cliché de auto-sacrificadas madres o ajummas, Youn obtuvo personajes mucho más complejos, elegantes e independientes. En A Good Lawyer's Wife (2003), obtuvo la aclamación de la crítica por su despreocupada actuación como una suegra que ha descuidado a su marido quien posteriormente muere de cáncer de hígado y la cual disfruta de relaciones extramatrimoniales. La franqueza y la confianza de su persona de nuevo se manifiesto en el falso documental Actresses (2009).
Continuó desempeñando personajes de reparto en el cine y la televisión, en particular, su galardonada escena robada en The Housemaid (2010). Se reunió con el director Im Sang-soo, por cuarta vez en The Taste of Money (2012) como una cruel heredera en el centro del drama que se desarrolla y aborda los temas de la corrupción, la codicia y el sexo. Youn dijo: "No me importa ser llamada una actriz vieja, pero yo me preocupo acerca de cómo llevar adelante mi carrera en la actuación, sin verme como una vieja tonta."
En 2013 participó como una madre amorosa que ha perdido a sus tres hijos en la película del director Song Hae-sung Boomerang Family.
Más tarde ese año adquirió una renovada popularidad después de participar en su primer reality show Sisters Over Flowers, como una mochilera de viaje en Croacia.
Realizó dos protagónicos durante el 2015: Salut d'Amour, de Kang Je-gyu, sobre el romance entre un anciano empleado de supermercado y la propietaria de una tienda de flores, y en Grandmother Gye-choon sobre una mujer buzo de la Isla de Jeju la cual se reúne con su nieta que ha estado perdida durante un largo tiempo.
En octubre del 2019 se anunció que se había unido al elenco recurrente de la serie No Second Chance donde interpreta a Bok Mak-rae, la CEO de "Paradise Inn".
En 2020 participó en la película Minari interpretando a la abuela de una familia coreana que se instala en una granja de Arkansas. Este papel le valió numerosos premios internacionales, entre ellos el Oscar a la mejor actriz de reparto en la ceremonia celebrada en 2021.
A finales de septiembre del mismo año se anunció que estaba en pláticas para unirse al elenco de la serie Trees Die on Their Feet, de aceptar podría dar vida a Ja Geum-soon, una mujer nacida en 1930 en Corea del Norte que luego de escapar durante tiempos de guerra y separarse de su esposo e hijo, termina estableciendo el Hotel Nakwon, una cadena hotelera en Corea del Sur.

## Filmografía

### Películas
| Año  | Título inglés                          | Hangul                        | Papel             | Notas                |
| ---- | -------------------------------------- | ----------------------------- | ----------------- | -------------------- |
| 1971 | Woman of Fire                          | 화녀                          | Myeong-ja         |                      |
| 1972 | The Insect Woman                       | 충녀                          | Myeong-ja         |                      |
| 1973 | Love and Hatred                        | 다정다한                      |                   |                      |
| 1973 | Tto Sun Yi, a College Girl             | 여대생 또순이                 |                   |                      |
| 1978 | The Day and Night of a Korean-American | 코메리칸의 낮과 밤            |                   |                      |
| 1985 | Mother                                 | 에미                          | sra. Hong         |                      |
| 1990 | Be a Wicked Woman                      | 천사여 악녀가 되라            |                   |                      |
| 1995 | An Experience to Die For               | 죽어도 좋은 경험              | Choi Yeo-jung     |                      |
| 2003 | A Good Lawyer's Wife                   | 바람난 가족                   | Hong Byeong-han   |                      |
| 2004 | Springtime                             | 꽃피는 봄이 오면              | madre de Hyun-woo |                      |
| 2005 | The President's Last Bang              | 그때 그사람들                 | madre de Yoon-hee |                      |
| 2006 | Maundy Thursday                        | 우리들의 행복한 시간          | hermana Mónica    |                      |
| 2007 | The Old Garden                         | 오래된 정원                   | madre de Hyun-woo |                      |
| 2007 | Hwang Jin-yi                           | 황진이                        |                   |                      |
| 2008 | A Tale of Legendary Libido             | 가루지기                      |                   |                      |
| 2009 | Actresses                              | 여배우들                      | ella misma        | también guionista    |
| 2010 | Ha Ha Ha                               | 하하하                        | Moon-kyeong       |                      |
| 2010 | The Housemaid                          | 하녀                          | Byeong-sik        |                      |
| 2011 | Hindsight                              | 푸른 소금                     | Madame Kang       |                      |
| 2011 | List                                   | 리스트                        |                   |                      |
| 2012 | The Taste of Money                     | 돈의 맛                       | Baek Geum-ok      |                      |
| 2012 | In Another Country                     | 다른 나라에서                 | Park Sook         |                      |
| 2013 | Behind the Camera                      | 뒷담화: 감독이 미쳤어요       | ella misma        |                      |
| 2013 | Boomerang Family                       | 고령화가족                    | Mamá              |                      |
| 2014 | Hill of Freedom                        | 자유의 언덕                   | Gu-ok             |                      |
| 2015 | Salut d'Amour                          | 장수상회                      | Im Geum-nim       | [ 20 ] [ 21 ] [ 22 ] |
| 2015 | Intimate Enemies                       | 나의 절친 악당들              | Yeo-jung          | Cameo                |
| 2015 | Right Now, Wrong Then                  | 지금은맞고그때는틀리다        | Kang Deok-soo     |                      |
| 2016 | Canola                                 | 계춘할망                      | Gye-choon         |                      |
| 2016 | The Bacchus Lady                       | 죽여주는 여자                 | So-young          |                      |
| 2018 | Keys to the Heart                      | 그것만이 내 세상              | In-sook           |                      |
| 2019 | Lucky Chan-sil                         | 찬실이는 복도 많지            | abuela            |                      |
| 2020 | Nido de víboras                        | 지푸라기라도 잡고 싶은 짐승들 | Soon-ja           | [ 23 ] [ 24 ]        |
| 2020 | Minari                                 | 미나리                        | Soon-ja           |                      |
| 2020 | Heaven: To the Land of Happiness       | 헤븐: 행복의 나라로(가제)     |                   | [ 25 ]               |
| 2024 | Dog Days                               | 도그데이즈                    | Min-seo           | [ 26 ] [ 27 ] [ 28 ] |

### Series
| Año       | Título inglés                           | Hangul                           | Personaje                             | Red       |
| --------- | --------------------------------------- | -------------------------------- | ------------------------------------- | --------- |
| 1967      | Mister Gong                             | 미스터 공                        | TBC                                   |           |
| 1970      | 강변 살자                               | MBC                              |                                       |           |
| 1970      | River of Love and Sorrow                | 사랑과 슬픔의 강                 | MBC                                   |           |
| 1970      | Maria Park                              | 박마리아                         | MBC                                   |           |
| 1971      | Jang Hui-bin                            | 장희빈                           | Hui-bin Jang                          | MBC       |
| 1972      | Rainbow                                 | 무지개                           | hija del presidente Han               | MBC       |
| 1972      | Daewongun                               | 대원군                           | Emperatriz Myeongseong                | MBC       |
| 1972      | Stepmother                              | 새엄마                           | Eun-hye                               | MBC       |
| 1976      | Girl's High School Days                 | 여고 동창생                      |                                       |           |
| 1984      | MBC Bestseller Theater "고깔"           | MBC 베스트셀러극장 - 고깔        |                                       | MBC       |
| 1985      | Mom's Room                              | 엄마의 방                        |                                       |           |
| 1986      | First Love                              | 첫사랑                           |                                       |           |
| 1987      | Love and Ambition                       | 사랑과 야망                      | Song Hye-joo                          | MBC       |
| 1988      | Sand Castle                             | 모래성                           | Kim Jin-ae                            | MBC       |
| 1988      | People from Wonmi-dong                  | 원미동 사람들                    |                                       |           |
| 1989      | Fetters of Love                         | 사랑의 굴레                      |                                       |           |
| 1989      | Seasonal bird                           | 철새                             |                                       | MBC       |
| 1989      | Sleepless Tree                          | 잠들지 않는 나무                 | profesora de baile                    | MBC       |
| 1990      | Geomsaengyi's moon                      | 검생이의 달                      |                                       | KBS2      |
| 1990      | Betrayal of the Rose                    | 배반의 장미                      | Ok-sun                                | MBC       |
| 1991      | What Is Love                            | 사랑이 뭐길래                    | Han Shim-ae                           | MBC       |
| 1991      | Another Happiness                       | 또 하나의 행복                   |                                       | MBC       |
| 1992      | Bun-rye's Story                         | 분례기                           | madre de Bun-rye                      | SBS       |
| 1992      | Gwanchon Essay                          | 관촌 수필                        |                                       | SBS       |
| 1992      | Women's Room                            | 여자의 방                        |                                       | MBC       |
| 1993      | How's Your Husband?                     | 댁의 남편은 어떠십니까?          | Song Eun-nyeo                         | SBS       |
| 1993      | To Live                                 | 산다는 것은                      | madre de Pung-gae                     | SBS       |
| 1994      | Farewell                                | 작별                             | Lee Shin-ae                           | SBS       |
| 1995      | Men of the Bath House                   | 목욕탕집 남자들                  | Noh Hye-young                         | KBS2      |
| 1995      | Your Voice                              | 그대 목소리                      | Eon-nyeon-yi                          | SBS       |
| 1995      | MBC Best Theater "Hospice Ajumma"       | 호스피스 아줌마                  | Jung-sook                             | MBC       |
| 1996      | Temptation                              | 유혹                             | KBS2                                  |           |
| 1996      | Ganyiyeok                               | 간이역                           | propietaria del restaurante Gangneung | MBC       |
| 1996      | Open Your Heart                         | 가슴을 열어라                    | Choi Soon-joo                         | MBC       |
| 1997      | The Reason I Live                       | 내가 사는 이유                   | Bar madam Son                         | MBC       |
| 1997      | Woman Next Door                         | 이웃집 여자                      |                                       | SBS       |
| 1997      | MBC Best Theater - Bok-soon's Boomerang | MBC 베스트극장 - 복순씨의 부메랑 | Bok-soon                              | MBC       |
| 1998      | Firstborn                               | 맏이                             | Choi Sook-ja                          | MBC       |
| 1998      | Love Is All I Know                      | 사랑 밖엔 난 몰라                |                                       | MBC       |
| 1998      | Hong Gil-dong                           | 홍길동                           | madre de In-ok                        | SBS       |
| 1998      | Lie                                     | 거짓말                           | Yoon Young-hee                        | KBS2      |
| 1998      | Crush                                   | 짝사랑                           |                                       | KBS2      |
| 1999      | KAIST                                   | 카이스트                         | Profesora                             | SBS       |
| 1999      | Did We Really Love?                     | 우리가 정말 사랑했을까           | Choi Hye-ja                           | MBC       |
| 1999      | Who Are You                             | 당신은 누구시길래                | Jung Shin-ae                          | SBS       |
| 1999      | Hur Jun                                 | 허준                             | esposa                                | MBC       |
| 2000      | Tough Guy's Love                        | 꼭지                             | Kim Bok-nyeo                          | KBS2      |
| 2000      | I Want to Keep Seeing You               | 자꾸만 보고 싶네                 | Lee Ok-bun                            | SBS       |
| 2001      | Stock Flower                            | 비단향꽃무                       | Ahn Jung-hee                          | KBS2      |
| 2001      | Blue Mist                               | 푸른 안개                        | Mi-soon                               | KBS2      |
| 2001      | Hotelier                                | 호텔리어                         | Yoon Bong-sook                        | MBC       |
| 2001      | Soon-ja                                 | 순자                             | Go Chang-daek                         | SBS       |
| 2001      | MBC Best Theater "Walking With II"      | 동행II                           | Geum-nyeo                             | MBC       |
| 2001      | This Is Love                            | 사랑은 이런거야                  | Lee Jung-ja                           | KBS1      |
| 2001      | I Like Dong-seo                         | 동서는 좋겠네                    | Choi Jong-sook                        | KBS2      |
| 2002      | Ruler of Your Own World                 | 네 멋대로 해라                   | Jung Yoo-soon                         | MBC       |
| 2002      | Affection                               | 정                               | Ms. Uhm                               | SBS       |
| 2002      | Who's My Love?                          | 내사랑 누굴까                    | In-ae                                 | KBS2      |
| 2003      | Dal-joong's Cinderella                  | 달중씨의 신데렐라                | Pal-soon                              | KBS1      |
| 2003      | Pearl Necklace                          | 진주목걸이                       | Yoon Hae-myung                        | KBS2      |
| 2003      | One Million Roses                       | 백만송이 장미                    | Choi Geum-ja                          | MBC       |
| 2003      | Rose Fence                              | 장미울타리                       | Mrs. Heo                              | KBS2      |
| 2003      | On the Prairie                          | 저 푸른 초원위에                 | Kim Jeom-hee                          | KBS2      |
| 2004      | Ireland                                 | 아일랜드                         | madre de Shi-yeon                     | MBC       |
| 2004      | War of the Roses                        | 장미의 전쟁                      | Heo Young-shim                        | MBC       |
| 2004      | Drama City- Our Ham                     | 우리 햄                          | Abuela                                | KBS2      |
| 2005      | Becoming a Popular Song                 | 유행가가 되리                    | Oh Sook-young                         | KBS2      |
| 2005      | Be Strong, Geum-soon!                   | 굳세어라 금순아                  | abuela de Geum-soon                   | MBC       |
| 2005      | A Farewell to Sorrow                    | 슬픔이여안녕                     | Lee Young-shim                        | KBS2      |
| 2005      | Love and Sympathy                       | 사랑공감                         | madre de Hee-soo                      | SBS       |
| 2006      | Love Truly                              | 진짜 진짜 좋아해                 | Goo Hyang-sook                        | MBC       |
| 2006      | Pure in Heart                           | 열아홉 순정                      | Yoon Myung-hye                        | KBS2      |
| 2006      | What's Up Fox?                          | 여우야 뭐하니                    | Jo Soon-nam                           | MBC       |
| 2007      | The Person I Love                       | 사랑하는 사람아                  | Yoon Min-ja                           | SBS       |
| 2007      | The Golden Age of Daughters-in-Law      | 며느리 전성시대                  | Seo Mi-soon                           | KBS2      |
| 2008      | Chunja's Happy Events                   | 춘자네 경사났네                  | Yang Boon-hee                         | MBC       |
| 2008      | Worlds Within                           | 그들이 사는 세상                 | Oh Min-sook                           | KBS2      |
| 2009      | The Road Home                           | 집으로 가는 길                   | Nam Soon-jung                         | KBS1      |
| 2009      | Heading to the Ground                   | 맨땅에 헤딩                      | Ae-ja                                 | MBC       |
| 2010      | Golden Fish                             | 황금물고기                       | Jo Yoon-hee                           | MBC       |
| 2010      | Home Sweet Home                         | 즐거운 나의 집                   | Sung Eun-sook                         | MBC       |
| 2011      | Can You Hear My Heart?                  | 내 마음이 들리니                 | Hwang Soon-geum                       | MBC       |
| 2012      | My Husband Got a Family                 | 넝쿨째 굴러온 당신               | Uhm Chung-ae                          | KBS2      |
| 2012      | The King 2 Hearts                       | 더킹 투하츠                      | Bang Young-sun                        | MBC       |
| 2013      | The Queen's Classroom                   | 여왕의 교실                      | Yong Hyun-ja                          | MBC       |
| 2014      | Wonderful Days                          | 참 좋은 시절                     | Jang So-shim                          | KBS2      |
| 2015      | The Producers                           | 프로듀사                         | ella misma (cameo, episodios 1-2)     | KBS2      |
| 2015-2017 | Sense8                                  |                                  | Min-jung                              | Netflix   |
| 2016      | Dear My Friends                         | 디어 마이 프렌즈                 | Oh Choong-nam                         | tvN       |
| 2019      | No Second Chance                        |                                  | Bok Mak-rae                           | MBC       |
| 2022      | Pachinko                                |                                  | Sunja                                 | Apple TV+ |

### Espectáculo de variedad
| Año  | Título                    | Papel          | Red |
| ---- | ------------------------- | -------------- | --- |
| 2013 | Sisters Over Flowers      | elenco         | tvN |
| 2017 | Youn's Kitchen            | elenco         | tvN |
| 2018 | Youn's Kitchen - Season 2 | elenco         | tvN |
| 2018 | All The Butlers           | cuarto maestro | SBS |

## Premios y nominaciones
| Año  | Premio                                        | Categoría                          | Nominación                         | Resultado | Ref.          |
| ---- | --------------------------------------------- | ---------------------------------- | ---------------------------------- | --------- | ------------- |
| 1969 | TBC Drama Awards                              | mejor talento nuevo                | Mister Gong                        | Ganadora  | [ 31 ]        |
| 1971 | 4th Sitges Film Festival                      | mejor actriz                       | Woman of Fire                      | Ganadora  |               |
| 1971 | 10th Grand Bell Awards                        | mejor actriz de reparto            | Woman of Fire                      | Ganadora  |               |
| 1971 | 8th Blue Dragon Film Awards                   | mejor actriz                       | Woman of Fire                      | Ganadora  |               |
| 1992 | 19th Korean Broadcasting Awards               | mejor talento femenino             | Bun-rye's Story                    | Ganadora  |               |
| 2003 | 4th Busan Film Critics Awards                 | mejor actriz de reparto            | A Good Lawyer's Wife               | Ganadora  |               |
| 2003 | 2nd Korean Film Awards                        | mejor actriz de reparto            | A Good Lawyer's Wife               | Ganadora  |               |
| 2004 | 41st Grand Bell Awards                        | mejor actriz de reparto            | A Good Lawyer's Wife               | Nominada  |               |
| 2004 | 3rd Korean Film Awards                        | mejor actriz de reparto            | Springtime                         | Nominada  |               |
| 2005 | KBS Drama Awards                              | mejor actriz de drama              | Becoming a Popular Song            | Ganadora  |               |
| 2010 | 18th Chunsa Film Art Awards                   | mejor actriz de reparto            | The Housemaid                      | Ganadora  |               |
| 2010 | 11th Busan Film Critics Awards                | mejor actriz                       | The Housemaid, Ha Ha Ha, Actresses | Ganadora  |               |
| 2010 | 43rd Sitges Film Festival                     | premio Maria Honorífica            | [NA]: {{{1}}}                      | Ganadora  |               |
| 2010 | 6th People Who Make the World Brighter Awards | categoría Cultura y Artes          | [NA]: {{{1}}}                      | Ganadora  |               |
| 2010 | 19th Buil Film Awards                         | mejor actriz de reparto            | The Housemaid                      | Ganadora  |               |
| 2010 | 47th Grand Bell Awards                        | mejor actriz de reparto            | The Housemaid                      | Ganadora  |               |
| 2010 | 8th Korean Film Awards                        | mejor actriz de reparto            | The Housemaid                      | Ganadora  |               |
| 2010 | 31st Blue Dragon Film Awards                  | mejor actriz de reparto            | The Housemaid                      | Ganadora  |               |
| 2010 | 12th Cinemanila International Film Festival   | mejor actriz                       | The Housemaid                      | Ganadora  |               |
| 2011 | 8th Max Movie Awards                          | mejor actriz de reparto            | The Housemaid                      | Ganadora  |               |
| 2011 | 8th Max Movie Awards                          | mejor actriz                       | The Housemaid                      | Nominada  |               |
| 2011 | 5th Asian Film Awards                         | mejor actriz de reparto            | The Housemaid                      | Ganadora  |               |
| 2012 | 21st Buil Film Awards                         | mejor actriz de reparto            | The Taste of Money                 | Nominada  |               |
| 2012 | 5th Korea Drama Awards                        | premio alta excelencia, actriz     | My Husband Got a Family            | Nominada  |               |
| 2012 | KBS Drama Awards                              | premio alta excelencia, actriz     | My Husband Got a Family            | Nominada  |               |
| 2012 | KBS Drama Awards                              | premio excelencia, actriz de drama | My Husband Got a Family            | Ganadora  |               |
| 2013 | 50th Grand Bell Awards                        | mejor actriz                       | Boomerang Family                   | Nominada  |               |
| 2014 | KBS Drama Awards                              | premio alta excelencia, actriz     | Wonderful Days                     | Nominada  |               |
| 2016 | Korean Film Shining Star Awards               | premio estrella                    | Canola                             | Ganadora  |               |
| 2016 | 37th Blue Dragon Film Awards                  | mejor actriz                       | The Bacchus Lady                   | Nominada  |               |
| 2016 | 20th Fantasia Festival                        | mejor actriz                       | The Bacchus Lady                   | Ganadora  |               |
| 2016 | 10th Asia Pacific Screen Awards               | mejor actriz                       | The Bacchus Lady                   | Nominada  |               |
| 2016 | 10th Asia Pacific Screen Awards               | premio especial del jurado         | The Bacchus Lady                   | Ganadora  |               |
| 2016 | 17th Women in Film Korea Awards               | Woman in Film of the Year          | The Bacchus Lady                   | Ganadora  | [ 32 ]        |
| 2016 | 53rd Grand Bell Awards                        | mejor actriz                       | Canola                             | Nominada  |               |
| 2017 | 53rd Baeksang Arts Awards                     | mejor actriz (cine)                | The Bacchus Lady                   | Nominada  | [ 33 ]        |
| 2017 | 4th Wildflower Film Awards                    | mejor actriz                       | The Bacchus Lady                   | Nominada  |               |
| 2017 | 22nd Chunsa Film Art Awards                   | mejor actriz                       | The Bacchus Lady                   | Nominada  |               |
| 2017 | 26th Buil Film Awards                         | mejor actriz                       | The Bacchus Lady                   | Ganadora  | [ 34 ]        |
| 2017 | 17th Korea World Youth Film Festival          | actriz favorita - Senior           | The Bacchus Lady                   | Ganadora  |               |
| 2020 | 7th Korean Film Producers Association Awards  | Mejor actriz de reparto            | Lucky Chan-sil                     | Ganadora  | [ 35 ]        |
| 2020 | Óscar                                         | Mejor actriz de reparto            | Minari                             | Ganadora  | [ 36 ]        |
| 2020 | BAFTA                                         | Mejor actriz de reparto            | Minari                             | Ganadora  | [ 37 ]        |
| 2020 | Premios del Sindicato de Actores              | Mejor reparto                      | Minari                             | Nominada  | [ 38 ]        |
| 2020 | Premios del Sindicato de Actores              | Mejor actriz de reparto            | Minari                             | Ganadora  | [ 38 ] [ 39 ] |
| 2020 | Crítica Cinematográfica                       | Mejor actriz de reparto            | Minari                             | Nominada  | [ 40 ]        |
| 2020 | National Board of Review                      | Mejor actriz de reparto            | Minari                             | Ganadora  | [ 41 ]        |
| 2020 | Independent Spirit                            | Mejor actriz de reparto            | Minari                             | Ganadora  | [ 42 ]        |
| 2020 | Satellite                                     | Mejor actriz de reparto            | Minari                             | Nominada  | [ 43 ]        |
| 2021 | 2021 Brand Of The Year Award                  | Actriz                             | -                                  | Ganadora  | [ 44 ]        |
| 2021 | Korea Popular Culture and Arts Awards         | Orden al Mérito Cultural Geumgwan  | —                                  | Ganadora  | [ 45 ]        |
| 2021 | 26th Chunsa Film Art Award                    | Best Supporting Actress            | Lucky Chan-sil                     | Nominada  |               |